# Сант-Антонио-ди-Галлура
Сант-Антонио-ди-Галлура (итал. Sant'Antonio di Gallura) — коммуна в Италии, располагается в регионе Сардиния, в провинции Сассари.
Население составляет 1488 человек (31-08-2018), плотность населения составляет 18,22 чел./км². Занимает площадь 81,69 км². Почтовый индекс — 7030. Телефонный код — 079.
Покровителем коммуны почитается святой Антоний Великий, празднование 17 января и в последнее воскресение сентября.

## Демография
Динамика населения:

## Администрация коммуны
- Официальный сайт: